# Hulsvøb
Hulsvøb (Chaerophyllum) er en slægt af planter, der består af omkring 35 arter, hvoraf tre findes vildtvoksende i Danmark. 

## Arter
De danske arter i slægten:
- Almindelig hulsvøb (Chaerophyllum temulum)
- Gylden hulsvøb (Chaerophyllum aureum)
- Knoldet hulsvøb (Chaerophyllum bulbosum)